# Renault 16
Renault 16 este o familie de autoturisme familiale de dimensiuni mari cu un unghi neobișnuit de înclinare al spatelui produs de fabricantul francez Renault între 1965 și 1980 în Le Havre, Franța. 